# Walide Khyar
Walide Khyar (9 de junho de 1995) é um judoca francês. Foi medalhista de ouro nos Jogos Olímpicos de Verão de 2024 em Paris.
Ele competiu nos Jogos Olímpicos de Verão de 2016 no evento masculino de 60 kg, no qual foi eliminado na segunda rodada por Felipe Kitadai.
Em 2021, ele ganhou a medalha de prata em sua categoria no Judo Grand Slam Antalya de 2021, realizado em Antalya, Turquia.
Nascido na França, Khyar é de ascendência marroquina.